# TEX (výbušnina)
TEX, systematickým názvem 4,10-dinitro-2,6,8,12-tetraoxa-4,10-diazatetracyklo[5.5.0.05,9.03,11]dodekan – C6H6N4O8 je krystalickou látkou s hustotou 1,985 g·cm−3 a zároveň klíckovitou, polynitraminovou výbušninou s detonačním tlakem Pcj 314 kbar při krystalové hustotě. TEX je silnou výbušninou (téměř až na úrovni hexogenu) s velmi vhodnými vojenskými vlastnostmi (vysoká tepelná, chemická stabilita a odolnost proti nárazu a tření). Její výroba není příliš složitá a ani finančně nákladná, získává se nitrací 1,4-diformyl-2,3,5,6-tetrahydroxypiperazinu (DFTHP) pomocí běžné nitrační směsi. TEX byl v minulých dvou desetiletích[kdy?] předmětem zájmu firmy Explosia a.s. i KTTV Pardubické Univerzity. Obecně lze ale říci, že zájem o TEX upadl, neboť místo něj začal v municích průmysl upřednostňovat jiné výbušniny, jako je NTO, které je o něco levnější a jednodušší na přípravu.